# Übergangsobjekt

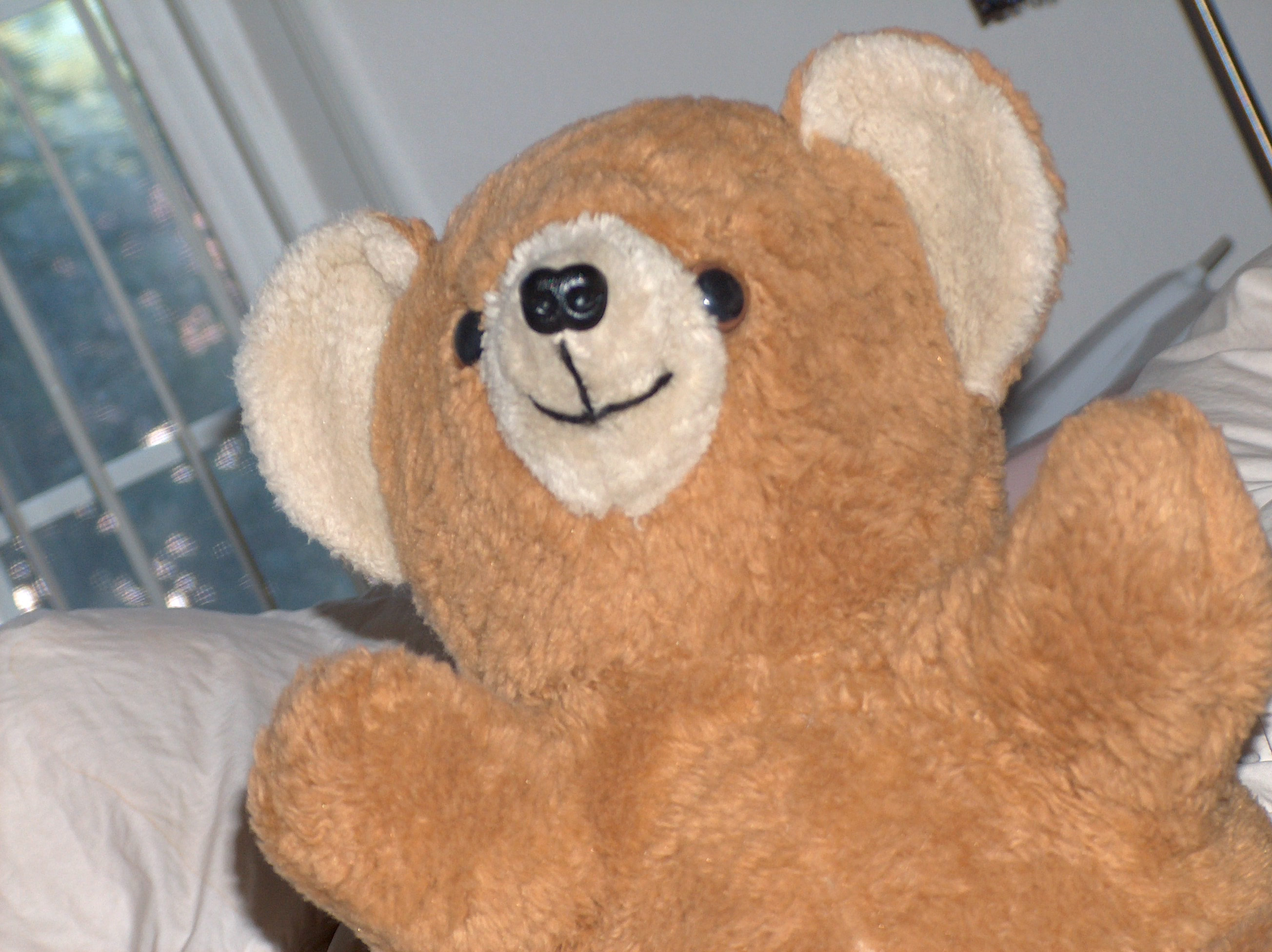
Übergangsobjekt Teddybär

Ein Übergangsobjekt ist nach der psychoanalytischen Objektbeziehungstheorie von Donald Winnicott ein vom Säugling selbst gewähltes Objekt, das den (intermediären) Raum zwischen Kleinkind und Mutter einnehmen kann. Es ist meist ein materielles Objekt (Kuscheltier, Schmusedecke, Schmusetuch o. Ä.), das nach Winnicott dem Kind erlaubt, den Übergang von der ersten frühkindlichen Beziehung zur Mutter zu reiferen Beziehungen zu vollziehen. Häufig tritt dieses Phänomen im Alter von 4–12 Monaten auf.
Ein Übergangsobjekt kann nach Daniel Stern aber auch ein bestimmtes Wort sein, da es weder dem Selbst noch dem bedeutsamen Anderen wirklich angehört, sondern eine Mittelstellung zwischen beiden einnimmt. Besonders die vom Kind selbst erzeugten Klänge und Geräusche können diese Funktion erfüllen.

## Bedeutung für das Kind

Die Vorstellung (1) der Mutter im intermediären Raum zwischen Mutter (a) und Kind (b) wird durch das Übergangsobjekt (2) ersetzt

Das Übergangsobjekt gehört zur äußeren Welt als erster „Nicht-Ich-Besitz“ des Säuglings und repräsentiert die frühe Mutter-Kind-Beziehung. Es stellt eine Verbindung zwischen der inneren und der äußeren Welt des Kindes dar und wird mit subjektiven Inhalten gefüllt. Das bedeutet, es wird nach den Bedürfnissen der inneren Vorstruktur des Säuglings geschaffen und repräsentiert seine sozialen Erwartungen. Hat ein Kind z. B. ein Kuscheltier als Übergangsobjekt, so gibt es ihm die Eigenschaften der Mutter, die es gerade braucht, als ob das Kuscheltier lebendig wäre. Abgesehen von den Inhalten, die dem Kuscheltier somit zugeschrieben werden, bleibt es aber auch ein realer Gegenstand und ist darum gleichzeitig ein inneres wie äußeres Objekt. Es wird erschaffen als vorübergehender Ersatz für die abwesende Mutter, um sie zu vertreten: In Zuständen des Alleinseins zieht sich der Säugling mit Hilfe des Übergangsobjektes auf den „virtuellen Anderen“ zurück.

## Entwicklungspsychologische Sicht
Etwa ab dem 6. Lebensmonat (laut Winnicott beginnend ab frühestens dem 4. bis spätestens ab dem 12. Monat) ist das Übergangsobjekt bedeutungsvoll, wobei ihm später nach und nach die Besetzungen entzogen werden und es so im Laufe der Zeit an Bedeutung verliert.
Aus der Beschäftigung mit dem Übergangsobjekt entwickelt sich das Spielen und das spätere kreative und schöpferische Handeln während des Prozesses der Reifung auf dem Weg zum Selbst.